# Línea 581 (Interurbanos Madrid)
La línea 581 de la red de autobuses interurbanos de Madrid une el intercambiador de Príncipe Pío (Madrid) con Brunete y Quijorna.

## Características
Esta línea une los municipios arriba citados, en un trayecto de aproximadamente 90 minutos de duración entre cabeceras.
No se permite la subida de viajeros para los desplazamientos entre Madrid, Alcorcón y Villaviciosa de Odón (y viceversa).
La línea no mantiene los mismos horarios todo el año, desde el 16 de julio al 31 de agosto se reducen el número de expediciones los días laborables entre semana (sábados laborables, domingos y festivos tienen los mismos horarios todo el año), además de los días excepcionales vísperas de festivo y festivos de Navidad en los que los horarios también cambian y se reducen.
Está operada por la empresa Auto Periferia mediante la concesión administrativa VCM-602 - Madrid – Las Rozas – Villanueva de la Cañada – Quijorna (Viajeros Comunidad de Madrid) del Consorcio Regional de Transportes de Madrid.
Desde el miércoles 15 de enero de 2025, la línea se vio modificada como consecuencia del soterramiento del Paseo de Extremadura, acortando su recorrido hasta Cuatro Vientos, donde los autobuses del corredor 5 tendrán su cabecera provisional mientras duren las obras.

## Horarios

### 1 septiembre - 15 julio
| Lunes a viernes laborables | Lunes a viernes laborables | Sábados laborables, domingos y festivos | Sábados laborables, domingos y festivos |
| Madrid > Quijorna          | Quijorna > Madrid          | Madrid > Quijorna                       | Quijorna > Madrid                       |
| 06:30                      | 05:30                      | 08:00                                   | 07:00                                   |
| 06:50                      | 06:00                      | 09:00                                   | 08:00                                   |
| 07:15                      | 06:30                      | 10:10                                   | 09:00                                   |
| 07:45                      | 07:00                      | 11:20                                   | 10:10                                   |
| 08:15                      | 07:15                      | 12:30                                   | 11:20                                   |
| 08:35                      | 07:30                      | 13:40                                   | 12:30                                   |
| 09:00                      | 07:45                      | 14:50                                   | 13:40                                   |
| 09:30                      | 08:00                      | 16:05                                   | 14:50                                   |
| 10:00                      | 08:30                      | 17:20                                   | 16:05                                   |
| 10:30                      | 09:00                      | 18:35                                   | 17:20                                   |
| 11:00                      | 09:30                      | 19:50                                   | 18:35                                   |
| 11:30                      | 10:00                      | 21:05                                   | 19:50                                   |
| 12:00                      | 10:30                      | 22:20                                   | 21:05                                   |
| 12:30                      | 11:00                      | 23:40                                   | 22:20                                   |
| 13:00                      | 11:30                      |                                         |                                         |
| 13:30                      | 12:00                      |                                         |                                         |
| 13:50                      | 12:30                      |                                         |                                         |
| 14:15                      | 13:00                      |                                         |                                         |
| 14:30                      | 13:30                      |                                         |                                         |
| 15:00                      | 14:00                      |                                         |                                         |
| 15:30                      | 14:30                      |                                         |                                         |
| 16:00                      | 15:00                      |                                         |                                         |
| 16:30                      | 15:30                      |                                         |                                         |
| 17:00                      | 16:00                      |                                         |                                         |
| 17:30                      | 16:30                      |                                         |                                         |
| 18:00                      | 17:00                      |                                         |                                         |
| 18:30                      | 17:30                      |                                         |                                         |
| 19:00                      | 18:00                      |                                         |                                         |
| 19:30                      | 18:30                      |                                         |                                         |
| 20:00                      | 19:00                      |                                         |                                         |
| 20:30                      | 19:30                      |                                         |                                         |
| 21:00                      | 20:00                      |                                         |                                         |
| 21:30                      | 20:30                      |                                         |                                         |
| 22:15                      | 21:00                      |                                         |                                         |
| 23:00                      | 21:45                      |                                         |                                         |
| 23:45                      | 22:30                      |                                         |                                         |

### 16 julio - 31 agosto
| Lunes a viernes laborables | Lunes a viernes laborables | Sábados laborables, domingos y festivos | Sábados laborables, domingos y festivos |
| Madrid > Quijorna          | Quijorna > Madrid          | Madrid > Quijorna                       | Quijorna > Madrid                       |
| 06:50                      | 06:00                      | 08:00                                   | 07:00                                   |
| 07:15                      | 06:50                      | 09:00                                   | 08:00                                   |
| 08:05                      | 07:40                      | 10:10                                   | 09:00                                   |
| 08:55                      | 08:30                      | 11:20                                   | 10:10                                   |
| 09:45                      | 09:20                      | 12:30                                   | 11:20                                   |
| 10:35                      | 10:10                      | 13:40                                   | 12:30                                   |
| 11:25                      | 11:00                      | 14:50                                   | 13:40                                   |
| 12:15                      | 11:50                      | 16:05                                   | 14:50                                   |
| 13:05                      | 12:40                      | 17:20                                   | 16:05                                   |
| 13:55                      | 13:30                      | 18:35                                   | 17:20                                   |
| 14:45                      | 14:20                      | 19:50                                   | 18:35                                   |
| 15:35                      | 15:10                      | 21:05                                   | 19:50                                   |
| 16:25                      | 16:00                      | 22:20                                   | 21:05                                   |
| 17:15                      | 16:50                      | 23:40                                   | 22:20                                   |
| 18:05                      | 17:40                      |                                         |                                         |
| 18:55                      | 18:30                      |                                         |                                         |
| 19:45                      | 19:20                      |                                         |                                         |
| 20:35                      | 20:10                      |                                         |                                         |
| 21:25                      | 21:00                      |                                         |                                         |
| 22:15                      | 21:50                      |                                         |                                         |
| 23:05                      | 22:40                      |                                         |                                         |
| 23:55                      |                            |                                         |                                         |

## Recorrido y paradas
NOTA: Debido a las obras de soterramiento de la autovía A-5, las paradas sombreadas en rojo se encuentran fuera de servicio, desde el 15 de enero de 2025 hasta fin de obras.

### Sentido Quijorna
| Código                                                                                           | Parada                                         | Común con                                                                                         | Conexiones con Metro y Cercanías | Municipio               | Zona |
| ------------------------------------------------------------------------------------------------ | ---------------------------------------------- | ------------------------------------------------------------------------------------------------- | -------------------------------- | ----------------------- | ---- |
| 17051                                                                                            | Intercambiador de Príncipe Pío (dársena 5)     |                                                                                                   | Príncipe Pío                     | Madrid                  |      |
| 881                                                                                              | Paseo de Extremadura-El Greco                  | 36 39 65 511 512 513 514 516 518 521 522 523 524 525 528 534 538 539 541 545 546 547 548 551      |                                  | Madrid                  |      |
| 892                                                                                              | Campamento                                     | 36 39 495 511 512 513 514 516 518 521 522 523 524 525 528 534 538 539 541 545 546 547 548 551 573 | Campamento                       | Madrid                  |      |
| 50053                                                                                            | P.º Extremadura - Cuatro Vientos               | 495 511 512 513 514 516 517 518 521 522 523 524 525 528 534 538 539 551 560                       | Cuatro Vientos                   | Madrid                  |      |
| 08467                                                                                            | Av. San Martín de Valdeiglesias - Uruguay      | 516 518                                                                                           |                                  | Alcorcón                |      |
| 08468                                                                                            | Av. San Martín de Valdeiglesias - Paraguay     | 516 518                                                                                           |                                  | Alcorcón                |      |
| 08469                                                                                            | Av. S. Martín Valdeiglesias - C. C. Tres Aguas | 510 510B 551 518 3                                                                                |                                  | Alcorcón                |      |
| 10568                                                                                            | Av. Príncipe Asturias - Supermercado           | 510 510B 518 567                                                                                  |                                  | Villaviciosa de Odón    |      |
| 08913                                                                                            | Av. Príncipe Asturias - Pelícano               | 510 510B 518 519 519A 567                                                                         |                                  | Villaviciosa de Odón    |      |
| 11352                                                                                            | Av. Príncipe Asturias - Av. Naciones           | 510 510B 518 519 519A 567                                                                         |                                  | Villaviciosa de Odón    |      |
| 08926                                                                                            | Ctra. M501 - El Ventorro                       | 530 551                                                                                           |                                  | Brunete                 |      |
| 08930                                                                                            | Real de San Sebastián - Amargura               | 530 580 627                                                                                       |                                  | Brunete                 |      |
| 08932                                                                                            | Real de San Sebastián - Caridad                | 530 580 627                                                                                       |                                  | Brunete                 |      |
| 08934                                                                                            | P.º de Ronda - David Alarza                    | 530 580 627                                                                                       |                                  | Brunete                 |      |
| 12527                                                                                            | Av. Villanueva de la Cañada - Centro Salud     | 530 627                                                                                           |                                  | Brunete                 |      |
| 15356                                                                                            | Trva. Reloj - Av. Villanueva de la Cañada      | 530 627                                                                                           |                                  | Brunete                 |      |
| 16168                                                                                            | Real - Maestro Albéniz                         | 530                                                                                               |                                  | Villanueva de la Cañada |      |
| 06680                                                                                            | Eras de Móstoles - San Isidro                  |                                                                                                   |                                  | Villanueva de la Cañada |      |
| 08945                                                                                            | Eras de Móstoles - Centro de Salud             |                                                                                                   |                                  | Villanueva de la Cañada |      |
| Las expediciones con paso por la Universidad Alfonso X el Sabio realizan las siguientes paradas: |                                                |                                                                                                   |                                  |                         |      |
| 11166                                                                                            | Cristo - Av. Gaudí                             | 530 627 669                                                                                       |                                  | Villanueva de la Cañada |      |
| 20645                                                                                            | Av. Madrid - Brasil                            | 530 627 669                                                                                       |                                  | Villanueva de la Cañada |      |
| 11048                                                                                            | Av. Universidad - Universidad                  | 530 627 669                                                                                       |                                  | Villanueva de la Cañada |      |
| 20646                                                                                            | Av. Madrid - Brasil                            | 530 627 669                                                                                       |                                  | Villanueva de la Cañada |      |
| 11165                                                                                            | Cristo - Av. Gaudí                             | 530 626 627 669                                                                                   |                                  | Villanueva de la Cañada |      |
| Paradas del itinerario común                                                                     |                                                |                                                                                                   |                                  |                         |      |
| 09965                                                                                            | Empedrada - Real                               | 530 626 627 669                                                                                   |                                  | Villanueva de la Cañada |      |
| 16167                                                                                            | Real - Av. Juan Gris                           | 530                                                                                               |                                  | Villanueva de la Cañada |      |
| 16124                                                                                            | Sierra de Gredos - Serranía de Ronda           |                                                                                                   |                                  | Villanueva de la Cañada |      |
| 16126                                                                                            | Sierra de Gredos - Sierra de Albarracín        |                                                                                                   |                                  | Villanueva de la Cañada |      |
| 16128                                                                                            | Sierra de Gredos - Sierra de Gata              |                                                                                                   |                                  | Villanueva de la Cañada |      |
| 16130                                                                                            | Sierra de Guadarrama - Sierra Morena           |                                                                                                   |                                  | Villanueva de la Cañada |      |
| 18216                                                                                            | Ctra. M-521 - Cementerio                       |                                                                                                   |                                  | Villanueva de la Cañada |      |
| 16621                                                                                            | Ctra. M-521 - Pérez Galdós                     |                                                                                                   |                                  | Quijorna                |      |
| 12660                                                                                            | Av. Villanueva de la Cañada - Oporto           |                                                                                                   |                                  | Quijorna                |      |
| 10267                                                                                            | Ctra. M-521 - Real                             |                                                                                                   |                                  | Quijorna                |      |
| 16620                                                                                            | Virgen del Pilar - Jenaro Núñez                |                                                                                                   |                                  | Quijorna                |      |

### Sentido Madrid
| Código                                                                                           | Parada                                     | Común con                                                                                  | Conexiones con Metro y Cercanías | Municipio               | Zona |
| ------------------------------------------------------------------------------------------------ | ------------------------------------------ | ------------------------------------------------------------------------------------------ | -------------------------------- | ----------------------- | ---- |
| 16623                                                                                            | Virgen del Pilar - Molino                  |                                                                                            |                                  | Quijorna                |      |
| 10269                                                                                            | Ctra. M-521 - Real                         |                                                                                            |                                  | Quijorna                |      |
| 12661                                                                                            | Av. Villanueva de la Cañada - Vitoria      |                                                                                            |                                  | Quijorna                |      |
| 16622                                                                                            | Ctra. M-521 - Av. Dehesa                   |                                                                                            |                                  | Quijorna                |      |
| 18217                                                                                            | Ctra. M-521 - Cementerio                   |                                                                                            |                                  | Villanueva de la Cañada |      |
| 16131                                                                                            | Sierra de Guadarrama - Sierra de Grazalema |                                                                                            |                                  | Villanueva de la Cañada |      |
| 16129                                                                                            | Sierra de Gredos - Sierra de Gata          |                                                                                            |                                  | Villanueva de la Cañada |      |
| 16127                                                                                            | Sierra de Gredos - Sierra de Alcaraz       |                                                                                            |                                  | Villanueva de la Cañada |      |
| 16125                                                                                            | Sierra de Gredos - Serranía de Ronda       |                                                                                            |                                  | Villanueva de la Cañada |      |
| 16168                                                                                            | Real - Maestro Albéniz                     | 530                                                                                        |                                  | Villanueva de la Cañada |      |
| 06197                                                                                            | Empedrada - Real                           | 530 626 627 669                                                                            |                                  | Villanueva de la Cañada |      |
| Las expediciones con paso por la Universidad Alfonso X el Sabio realizan las siguientes paradas: |                                            |                                                                                            |                                  |                         |      |
| 11166                                                                                            | Cristo - Av. Gaudí                         | 530 627 669                                                                                |                                  | Villanueva de la Cañada |      |
| 20645                                                                                            | Av. Madrid - Brasil                        | 530 627 669                                                                                |                                  | Villanueva de la Cañada |      |
| 11048                                                                                            | Av. Universidad - Universidad              | 530 627 669                                                                                |                                  | Villanueva de la Cañada |      |
| 20646                                                                                            | Av. Madrid - Brasil                        | 530 627 669                                                                                |                                  | Villanueva de la Cañada |      |
| 11165                                                                                            | Cristo - Av. Gaudí                         | 530 626 627 669                                                                            |                                  | Villanueva de la Cañada |      |
| Paradas del itinerario común                                                                     |                                            |                                                                                            |                                  |                         |      |
| 08946                                                                                            | Eras de Móstoles - Centro de Salud         | 626                                                                                        |                                  | Villanueva de la Cañada |      |
| 06753                                                                                            | Eras de Móstoles - Luna                    | 626                                                                                        |                                  | Villanueva de la Cañada |      |
| 16167                                                                                            | Real - Av. Juan Gris                       | 530                                                                                        |                                  | Villanueva de la Cañada |      |
| 15501                                                                                            | Ctra. M600 - Gta. Olímpica                 | 530 627                                                                                    |                                  | Brunete                 |      |
| 08935                                                                                            | Pza. Altozano - Madrid                     | 530 575 580 627                                                                            |                                  | Brunete                 |      |
| 08933                                                                                            | Real de San Sebastián - Caridad            | 530 575 580 627                                                                            |                                  | Brunete                 |      |
| 08931                                                                                            | Real de San Sebastián - Amargura           | 530 575 627                                                                                |                                  | Brunete                 |      |
| 08926                                                                                            | Ctra. M501 - El Ventorro                   | 530 551                                                                                    |                                  | Brunete                 |      |
| 09347                                                                                            | Av. Calatalifa - San Antonio               | 519 519A 551                                                                               |                                  | Villaviciosa de Odón    |      |
| 10569                                                                                            | Av. Príncipe Asturias - Supermercado       | 510 510B 518 567                                                                           |                                  | Villaviciosa de Odón    |      |
| 09364                                                                                            | Argentina - C. C. Tres Aguas               | 510 510B 518 551 3                                                                         |                                  | Alcorcón                |      |
| 08464                                                                                            | P.º Extremadura - Cuatro Vientos           | 495 511 512 513 514 516 517 518 521 522 523 524 525 528 534 538 539 551 560                | Cuatro Vientos                   | Madrid                  |      |
| 893                                                                                              | Campamento                                 | 39 495 511 512 513 514 516 518 521 522 523 524 525 528 534 538 539 541 545 546 547 548 551 | Campamento                       | Madrid                  |      |
| 885                                                                                              | Surbatán                                   | 36 39 511 512 513 514 516 518 521 522 523 524 525 528 534 538 539 541 545 546 547 548 551  |                                  | Madrid                  |      |
| 17051                                                                                            | Intercambiador de Príncipe Pío (dársena 5) |                                                                                            | Príncipe Pío                     | Madrid                  |      |